# فابیان رویز
فابیان روئیز پنیا (اسپانیایی: Fabián Ruiz Peña‎؛ زادهٔ ۳ آوریل ۱۹۹۶)، بازیکن فوتبال اهل اسپانیا است که در پست هافبک میانی برای باشگاه پاری سن-ژرمن بازی می‌کند.

## دوران باشگاهی

### بتیس
فابیان در لوس پالاسیوس و ویلافرانکا، سبیا، اندلس زاده شد. او در سال ۲۰۰۴ به جوانان رئال بتیس ملحق شد، زمانی که هشت سال داشت، و بعد از اینکه حرفه خود را در لوس پالاسیوس شروع کرد. او در ژوئیه ۲۰۱۴ به تیم ب باشگاه رئال بتیس ملحق شد، و اولین بازی خود را در ۲۱ سپتامبر در برابر ماربلا در سگوندا دیویسیون بی انجام داد که تیمش با شکست خانگی ۴ بر یک روبرو شد. او به عنوان یار تعویضی در نیمه دوم وارد زمین شد.
فابیان اولین بازی حرفه ای خود را در ۱۶ دسامبر در برابر لوگو در سگوندا دیویسیون انجام داد که نتیجهٔ آن بازی به برد خارج از خانهٔ ۰–۱ تیمش ختم شد، او در دقیقهٔ ۵۱ و به جای ژاوی تورس وارد زمین شد. او در ۶ بازی تیمش در طول فصل حضور یافت، و تیمش در آن فصل قهرمان سگوندا دیویژن شد و به لا لیگا صعود کرد.
فابیان اولین بازی خود را در لالیگا در تاریخ ۲۳ اوت ۲۰۱۵ در برابر ویارئال انجام داد، که نتیجهٔ آن به تساوی ۱–۱ ختم شد. او در این بازی به جای آلفرد دیایه وارد زمین شد.

### الچه
در ۲۳ دسامبر ۲۰۱۶ او در مرحلهٔ اول قرارداد خود را تا سال ۲۰۱۹ تمدید کرد، و در مرحلهٔ دوم مستقیم به الچه قرض داده شد. وی اولین گل خود را در لالیگا در تاریخ ۱۷ مارس ۲۰۱۷ در برابر خیمناستیک تاراگونا به ثمر رساند؛ که تیمش در آن بازی به برد خارج از خانهٔ ۳ بر یک دست یافت.
فابیان ۱۸ بازی برای این تیم انجام داد، که در پایان فصل الچه به سگوندا دیویژن بی سقوط کرد.

### بازگشت به بتیس
او پس از بازگشت، فعالیت خود را در بتیس تحت نظر کیکه ستین سرمربی وقت تیم شروع کرد، اولین گل خود را در لالیگا در تاریخ ۲۵ سپتامبر ۲۰۱۷ در بازی برابر لوانته به ثمر رساند؛ که بتیس آن بازی خانگی را با نتیجه ۴ بر صفر برد و او گل دوم را به ثمر رساند. در ۳۱ ژانویه، او قرارداد خود را تا سال ۲۰۲۳ با بتیس تمدید کرد، و بند خرید وی به قیمت ۳۰ میلیون یورو بود.
در ۳۰ آوریل ۲۰۱۸، وی گل پیروزی بخش تیمش را در برابر مالاگا در دقیقهٔ ۷۳ به ثمر رساند که صعود بتیس را به رقابت‌های لیگ اروپا در فصل ۱۹–۲۰۱۸ تضمین کرد؛ این بازی با برد خانگی ۱–۲ بتیس همراه شد.

### ناپولی
در ۵ ژوئیه ۲۰۱۸، فابیان با قراردادی ۵ ساله تا سال ۲۰۲۳ به ناپولی پیوست و به گفته خود باشگاه بند آزادسازی او به قیمت ۳۰ میلیون یورو بوده و آن را پرداخت کرده‌است. او اولین بازی خود را در تاریخ ۱۶ سپتامبر ۲۰۱۸ در مرحله گروهی لیگ قهرمانان اروپا در برابر ستاره سرخ بلگراد انجام داد، او به مدت ۹۰ دقیقه در زمین حضور داشت و نتیجه آن بازی به تساوی بدون گل ختم شد. بعد از ۱۰ روز او اولین بازی خود را در سری آ و در سن پائولو انجام داد، که به برد ۳ بر صفر ناپولی در مقابل پارما انجامید.
وی در 166 بازی برای ناپولی به میدان رفت و 22 گل به همراه 15 پاس گل را به نام خود ثبت کرد.

### پاری سن ژرمن
در 31 اوت 2022 فابیان روئیز با قراردادی 5 ساله به ارزش 23 میلیون یورو پاری سن ژرمن پیوست. 

## تیم ملی
بعد از نمایندگی از تیم ملی اسپانیا در سطح‌های زیر ۱۹ سال و زیر ۲۱ سال، فابیان در ۱۵ مارس ۲۰۱۹ جهت حضور در دو مسابقهٔ تیم ملی در مرحله مقدماتی جام ملت‌های اروپا ۲۰۲۰ در برابر نروژ و مالت، توسط لوییس انریکه به تیم ملی بزرگسالان دعوت شد.
وی نخستین بازی ملی خود را در ۷ ژوئن ۲۰۱۹ در مرحله مقدماتی یورو ۲۰۲۰ مقابل جزایر فارو انجام داد، و در دقیقه ۷۴ بازی به جای ایسکو وارد زمین شد.

## سبک بازی
پای تخصصی او چپ است و در پست هافبک میانی بازی می‌کند، رویز به خاطر دید بالا، پاس های دقیق، کنترل توپ و مهارت‌ دریبل و همچنین تطبیق پذیری تاکتیکی اش شناخته شده‌است؛ و می‌تواند در بسیاری از سیستم‌ها مانند ۲–۴–۴، ۳–۳–۴ و ۱–۳–۲–۴ بازی کند. او همچنین توانایی بازی کردن در پست‌های هافبک دفاعی و هافبک هجومی را دارد.

## آمار حرفه‌ای

### باشگاهی
تا تاریخ ۳ دسامبر ۲۰۲۳
| باشگاه             | فصل                | لیگ                | لیگ  | لیگ | جام  | جام | اروپا | اروپا | دیگر | دیگر | مجموع | مجموع |
| باشگاه             | فصل                | لیگ                | بازی | گل  | بازی | گل  | بازی  | گل    | بازی | گل   | بازی  | گل    |
| ------------------ | ------------------ | ------------------ | ---- | --- | ---- | --- | ----- | ----- | ---- | ---- | ----- | ----- |
| بتیس بی            | ۱۵–۲۰۱۴            | سگوندا دیویسیون بی | ۱۹   | ۱   | —    | —   | —     | —     | —    | —    | ۱۹    | ۱     |
| بتیس بی            | ۱۶–۲۰۱۵            | سگوندا دیویسیون بی | ۴    | ۲   | —    | —   | —     | —     | —    | —    | ۴     | ۲     |
| بتیس بی            | مجموع بتیس بی      | مجموع بتیس بی      | ۲۳   | ۳   | —    | —   | —     | —     | —    | —    | ۲۳    | ۳     |
| بتیس               | ۱۵–۲۰۱۴            | سگوندا دیویسیون    | ۶    | ۰   | ۰    | ۰   | —     | —     | —    | —    | ۶     | ۰     |
| بتیس               | ۱۶–۲۰۱۵            | لا لیگا            | ۱۲   | ۰   | ۲    | ۰   | —     | —     | —    | —    | ۱۴    | ۰     |
| بتیس               | ۱۷–۲۰۱۶            | لا لیگا            | ۴    | ۰   | ۱    | ۰   | —     | —     | —    | —    | ۵     | ۰     |
| بتیس               | ۱۸–۲۰۱۷            | لا لیگا            | ۳۴   | ۳   | ۱    | ۰   | —     | —     | —    | —    | ۳۵    | ۳     |
| بتیس               | مجموع بتیس         | مجموع بتیس         | ۵۶   | ۳   | ۴    | ۰   | —     | —     | —    | —    | ۶۰    | ۳     |
| الچه (قرضی)        | ۱۷–۲۰۱۶            | سگوندا دیویسیون    | ۱۸   | ۱   | —    | —   | —     | —     | —    | —    | ۱۸    | ۱     |
| ناپولی             | ۱۹–۲۰۱۸            | سری آ              | ۲۷   | ۵   | ۲    | ۱   | ۱۱    | ۱     | —    | —    | ۴۰    | ۷     |
| ناپولی             | ۲۰–۲۰۱۹            | سری آ              | ۳۳   | ۳   | ۵    | ۱   | ۸     | ۰     | —    | —    | ۴۶    | ۴     |
| ناپولی             | ۲۱–۲۰۲۰            | سری آ              | ۳۳   | ۳   | ۱    | ۰   | ۸     | ۱     | ۰    | ۰    | ۴۲    | ۴     |
| ناپولی             | ۲۲–۲۰۲۱            | سری آ              | ۳۲   | ۷   | ۱    | ۰   | ۵     | ۰     | ۰    | ۰    | ۳۸    | ۷     |
| ناپولی             | مجموع ناپولی       | مجموع ناپولی       | ۱۱۶  | ۱۸  | ۹    | ۲   | ۳۲    | ۲     | ۰    | ۰    | ۱۵۷   | ۲۲    |
| پاری سن-ژرمن       | ۲۳–۲۰۲۲            | لیگ ۱              | ۲۷   | ۳   | ۳    | ۰   | ۷     | ۰     | ۰    | ۰    | ۳۷    | ۳     |
| پاری سن-ژرمن       | ۲۴–۲۰۲۳            | لیگ ۱              | ۱۳   | ۱   | ۰    | ۰   | ۳     | ۰     | ۰    | ۰    | ۱۶    | ۱     |
| مجموع پاری سن-ژرمن | مجموع پاری سن-ژرمن | مجموع پاری سن-ژرمن | ۴۰   | ۴   | ۳    | ۰   | ۱۰    | ۰     | ۰    | ۰    | ۵۳    | ۴     |
| مجموع آمار         | مجموع آمار         | مجموع آمار         | ۲۶۲  | ۲۹  | ۱۶   | ۲   | ۴۲    | ۲     | ۰    | ۰    | ۳۲۰   | ۳۳    |

### بازی‌های ملی
تا تاریخ ۱۹ نوامبر ۲۰۲۳
| اسپانیا | اسپانیا | اسپانیا | اسپانیا |
| سال     | بازی    | گل      | پاس گل  |
| ------- | ------- | ------- | ------- |
| ۲۰۱۹    | ۶       | ۱       | ۲       |
| ۲۰۲۰    | ۳       | ۰       | ۳       |
| ۲۰۲۱    | ۶       | ۰       | ۰       |
| ۲۰۲۳    | ۶       | ۰       | ۳       |
| مجموع   | ۲۱      | ۱       | ۸       |

### گل‌های ملی
| شماره | تاریخ          | میزبان | بازی ملی | حریف   | نتیجه | رقابت                         |
| ----- | -------------- | ------ | -------- | ------ | ----- | ----------------------------- |
| ۱     | ۱۸ نوامبر ۲۰۱۹ | مادرید | ۶        | رومانی | ۵–۰   | مقدماتی جام ملت‌های اروپا ۲۰۲۰ |

## افتخارات
بتیس
- سگوندا دیویسیون: ۱۵–۲۰۱۴

ناپولی
- جام حذفی فوتبال ایتالیا: ۲۰–۲۰۱۹[۱۸]

تیم ملی اسپانیا
- جام ملت‌های اروپا: آلمان ۲۰۲۴

زیر ۲۱ سال اسپانیا
- جام ملت‌های اروپا زیر ۲۱ سال: ۲۰۱۹[۱۹]

فردی
- بهترین بازیکن جام ملت‌های اروپا زیر ۲۱ سال: ۲۰۱۹
- حضور در تیم منتخب جام ملت‌های اروپا زیر ۲۱ سال: ۲۰۱۹[۲۰]